# 威尼斯潟湖
威尼斯潟湖（義大利語：Laguna di Venezia），是亚得里亚海北端的一个潟湖，意大利著名城市威尼斯即位于潟湖内。
威尼斯潟湖总面积约550平方公里，其中岛屿面积约占8%，永久水域面积占11%，其他约80%的面积为滩涂。该潟湖是地中海区域内最大的湿地。